# Britta Sippel
Britta Sippel, eller Brita Zippel, död 29 april 1676, kallad Näslöskan eller Näslösan, var en svensk kvinna som avrättades för häxeri. Hon är ett av de mest kända offren vid de berömda Häxprocesserna i Katarina i Stockholm 1675–76 under det stora oväsendet 1668–76. 

## Biografi
Sippel var dotter till Georg (Jöran) Sippel, den tyske bollsportmästaren vid svenska hovet, som grundat Lilla Bollhuset. Hon gifte sig först med Petter Danielsson (d. 1665) och andra gången 1667 med murmästare Jöran Nilsson Galle. 
Maken led av syfilis som hade till följd att han förlorat näsan och kallades för Näslösken, varför Britta fick öknamnet Näslösan. År 1676 var hennes äldsta dotter Annika Persdotter 15 och hennes yngre dotter nio år. Hon hade en dotter med varsin av sina män. Familjen bodde inhysta hos en slaktare på Tjärhovsgatan. Britta beskrevs som temperamentsfull och ska ofta ha råkat i gräl med folk. 
Hennes make hade arbetat med Katarina kyrkas uppförande. Galle hade varnats från att gifta sig med henne, till och med av hennes syster Anna, som kallade henne "en elak människa". Hennes make var fattig, och Brita mottog bröd av Anna Sippel och Margareta Remmer. Hon hade varit inblandad i ett flertal konflikter. En av dem var med Kerstin Staffansdotter (mor till Lisbet Carlsdotter) om ett mösstyg. 

### Första åtalen
Britta Sippel anklagades för häxeri tre gånger: 1668, 1674 och 1676. År 1668 anklagades hon av skepparen Cornelius för att ha förtrollat hans skepp och för att ha fått Satan att ha knuffat honom av hästen tre gånger, men hon frikändes då Cornelius inte kunde komma med fler bevis än att han kände på sig att det var så, och tilldömdes skadestånd av Cornelius för förtal. År 1674 utpekades hon som häxa av en flicka från landet, men rätten bedömde flickan som mentalt sjuk och frikände återigen Sippel. 

### Häxprocessen i Katarina
År 1675 blev hon en av de första som anklagades vid den berömda häxprocessen i Katarina, då barn utpekade kvinnor för att ha kidnappat dem till Blåkulla. Efter de rykten om häxeri som spridits efter Gävlepojkens ankomst till staden, om att häxor förde bort barn till Blåkulla, hade vakstugor ordnats i Katarina församling, där barnen samlades för att skyddas mot häxorna. Hennes bröder skötte fortfarande Bollhuset åt hovet. 
Hon ställdes inför rätta med sin syster, Anna Sippel. Hon anklagades för att ha fått en båt vid hamnen att brinna, för att stjäla kläder från hängda förbrytare i galgen; barn sade sig ha sett hur hon spela tärning med sin syster i Blåkulla om vem som skulle tända eld på kungliga slottet. Då hon uteblev från ett förhör sade barnen att hon var trött efter att ha blivit piskad av Satan i Blåkulla, och efter en kroppsundersökning fann man ett märke på hennes kropp. Även hennes egna barn fick vittna mot henne. Hon ursäktade sina barn då de vittnade mot henne. Då de vittnade mot hennes syster beskyllde hon själv sin syster för häxeri, rädd för att hennes barn hade förts till Blåkulla och sade att hon nu förstod oron hos föräldrarna hos bortförda barn. Hennes dotter Annika försökte hindra avrättningen av modern genom att bekänna inför kaplan Myriander i Katarina kyrka att hon ljugit. 
11 april 1676 öppnade häxprocessen då Anna Månsdotter inkallades till förhör. 17 april inkallades Britta och Anna Sippel till förhör. Ryttmästare Gråå vittnade mot Britta. Han vittnade om att hans vakstuga en natt hade attackerats av en häxorna Britta Sippel och Anna Månsdotter. Vaktkvinnor hade huggit med en yxa i väggarna för att skrämma bort henne, och då huggit av Britta en hårtuss. Britta medgav att hon hade många fel – hon hade stämt sin egen far och av fattigdom tvingats arbeta på söndagar – men förnekade allt häxeri. Hon uppträdde i rätten med kniv i sin muff, och på frågan varför svarade hon att hon hellre vill dö för begånget dråp än oskyldig som trollkvinna. Barn vittnade om att Satan hade misshandlat Britta med klubba och ris i Blåkulla. En kroppsundersökning av Britta visade att hon hade en röd fläck på ryggen, som hon uppgav berodde på att hon låg illa i fängelset. Samtidigt undersöktes även Karin Johansdotter på samma sätt. Systrarna Sippel anklagades för att ha planerat skeppet Västerviks brand i Blåkulla: branden hade hotat flottans fartyg, och detta var ett rykte som även kungen hade nämnt då han uppmanat rätten att börja undersöka ryktena om häxeri. Bland de som vittnade mot Britta fanns hennes egna två döttrar, Lisbet Carlsdotter och Gävlepojken, Myras pigor och Gråås döttrar, klockarens pojkar, flickan Wellendorf Annika Gietrop. Britta nekade till anklagelserna. Hon ville utesluta vissa av vittnena och gick till motattacker: hon ursäktade sina egna barn för att de vittnade mot henne, men då hennes döttrar vittnade mot sin moster Anna Sippel blir Britta upprörd då hon trodde att Anna kanske hade rövat bort hennes barn till Satan, och sade att hon förstod varför föräldrarna var oroliga för sina barn.  
Den 20 april vittnade 50 personer, vuxna och barn, mot Anna Månsdotter och Britta Sippel. Hennes äldsta dotter Annika Persdotter var ett huvudvittne mot modern och mostern. En dag tog hon dock tillbaka sina vittnesmål inför rätten och uppgav att hon bekänt detta för kaplan Myrander, men Myrander infann sig aldrig i rätten. Hon uppgav också att vaktmästaren Lars Andersson hade hotat henne. Hon återgick sedan till sitt vittnesmål. 
Britta Sippel dömdes skyldig till häxeri med systern och Anna Månsdotter 24 april 1676 att blir halshuggna och brända. Avrättningen utfördes på Hötorget 29 april.

## Efterspel
Britta Sippel rehabiliterades när hela häxprocessen visade sig vara bygd på mened. Hennes dotter Annika Persdotter tillhörde de barn som åtalades för mened när hela häxprocessen upplöstes 11 september. Hon uppgav att hon hade pressats till lögn av Lisbet Carlsdotter. Hon uppgav att hon hade bekänt sina lögner om sin mor och moster för en kaplan vid Katarina kyrka före deras avrättning, men att han bara hade tillrättavisat henne, sagt att hon blivit snärjd av Djävulen och beordrat henne att inför rätten hålla sig till sin tidigare utsaga. Hon dömdes till att under fyra dagar stå vid skampålen på olika torg och på varje plats motta tolv piskrapp, följt av två års tukthus. Hon avled på tukthuset vintern 1676.